# Eugenio del Hoyo
Eugenio del Hoyo Cabrera (Jerez de García Salinas, Zacatecas; 29 de junio de 1914-Monterrey, Nuevo León; 6 de junio de 1989) fue un ingeniero topógrafo, historiador, investigador, catedrático y académico mexicano. Considerado, junto con Israel Cavazos Garza, como uno de los grandes especialistas en historia del noreste de México durante la época novohispana, destacó además por ser fundador y primer director de la Biblioteca Cervantina del Instituto Tecnológico y de Estudios Superiores de Monterrey.

## Biografía
Estudió ingeniería topográfica e hidrográfica en el Instituto de Ciencias de Zacatecas (hoy Universidad Autónoma de Zacatecas) e ingeniería civil en la Universidad Nacional Autónoma de México, si bien no concluyó esta última por motivos de salud. Impartió clases en el Instituto de Ciencias de Zacatecas hasta 1950, cuando se trasladó a la ciudad de Monterrey. Fue catedrático del Instituto Tecnológico y de Estudios Superiores de Monterrey, donde impartió las materias de Historia de México, Historia de América Latina e Historia de la Cultura en México. Por iniciativa suya, en 1954 fue creada la Biblioteca Cervantina, de la que fue director hasta 1978. En 1972, luego de varios años de investigación, publicó su obra cumbre: Historia del Nuevo Reino de León, 1577-1723. Fue miembro de la Sociedad Mexicana de Geografía y Estadística, la Academia de Ciencias Históricas de Monterrey y la Sociedad Nuevoleonesa de Historia, Geografía y Estadística, A.C., y miembro correspondiente de la Academia Nacional de Historia y Geografía.   

## Premios y distinciones
- Medalla de Acero al Mérito Histórico "Capitán Alonso de León", en 1972.
- Un espacio del Archivo General del Estado de Nuevo León lleva el nombre de Sala Cultural "Eugenio del Hoyo".
- La Biblioteca Pública "Eugenio del Hoyo Cabrera", ubicada en Jerez, Zacatecas, lleva dicho nombre en su honor.
- En Jerez, Zacatecas, fue colocada una placa conmemorativa con su nombre.
- Miembro Corresponsal en Nuevo León de la Academia Mexicana de la Historia 1978-1989.

## Obras publicadas
Entre sus obras destacan: 
- Índice del ramo de causas criminales del archivo municipal de Monterrey: 1621-1834 (Tecnológico de Monterrey, 1963).
- Historia del Nuevo Reino de León, 1577-1723 (Tecnológico de Monterrey, 1972).
- Esclavitud y encomiendas de indios en el Nuevo Reino de León, siglos XVI y XVII (Archivo General de Nuevo León, 1985).
- Indios, frailes y encomenderos en el Nuevo Reino de León: siglos XVII y XVIII (Archivo General de Nuevo León, 1985).
- Plateros, plata y alhajas en Zacatecas (1568-1782) (Gobierno de Zacatecas, 1986).
- Señores de ganado: Nuevo Reino de León, siglo XVII (Gobierno de Nuevo León, 1987).